# Togos præsidenter
Togo blev uafhængig i 1960. Togos præsidenter har været:
| Nr | Billede           | Navn                                   | Fra              | Til              | Parti                                         |
|    | Præsident af Togo | Præsident af Togo                      |                  |                  |                                               |
| -- | ----------------- | -------------------------------------- | ---------------- | ---------------- | --------------------------------------------- |
| 1  |                   | Sylvanus Olympio                       | 27. april 1960   | 13. januar 1963  | Det Togolesiske Enhedsparti                   |
| -  |                   | Emmanuel Bodjollé (agerende præsident) | 13. januar 1963  | 15. januar 1963  | Militæret                                     |
| 2  |                   | Nicolas Grunitzky                      | 16. januar 1963  | 13. januar 1967  | Den Togolesiske Folkebevægelse                |
| -  |                   | Kléber Dadjo (agerende præsident)      | 16. januar 1967  | 14. april 1967   | Militæret                                     |
| 3  |                   | Gnassingbé Eyadéma                     | 14. april 1967   | 5. februar 2005  | Militæret / Samlingen af det Togolesiske Folk |
| 4  |                   | Faure Gnassingbé                       | 5. februar 2005  | 25. februar 2005 | Samlingen af det Togolesiske Folk             |
| -  |                   | Bonfoh Abass (agerende præsident)      | 25. februar 2005 | 4. maj 2005      | Samlingen af det Togolesiske Folk             |
| 4  |                   | Faure Gnassingbé                       | 4. maj 2005      | Nuværende        | Samlingen af det Togolesiske Folk             |